# Вильясеньор, Фабиан
Фабиан Исраэль Вильясеньор Лопес (исп. Fabián Israel Villaseñor López; род. 20 ноября 1982, Гвадалахара) — мексиканский футболист, выступавший на позиции вратаря.

## Биография
Вильясеньор — воспитанник клуба «Гвадалахара» из своего родного города. Он не смог выиграть конкуренцию за место в основе и в 2004 году перешёл в «Веракрус». 16 сентября в матче против «Атланте» Фабиан дебютировал в мексиканской Примере, заменив травмированного Хорхе Берналя. После того, как основной вратарь поправился и Вильясеньор вновь осел в запасе. В 2008 году для получения игровой практики он на правах аренды перешёл в «Хагуарес Чьяпас». 24 августа в матче против столичной «Америки» Фабиан дебютировал за новую команду. Через год Вильясеньор вновь был отдан в аренду, его новым клубом стал «Эстудиантес Текос». 30 августа в поединке против «Монтеррея» он дебютировал за новую команду.
В 2010 году Фабиан покинул «Веракрус» и подписал контракт с «Чьяпас». 7 апреля в матче Кубка Либертадорес против бразильского «Интернасьонал» он дебютировал за «ягуаров».
В 2014 году для получения игровой практики Вильясеньор на правах аренды перешёл в «Монаркас Морелия», но так и не дебютировал за новый клуб. Летом того же года он вновь на правах аренды присоединился к «Атлетико Сан-Луис». 19 июля в матче против Лобос БУАП.
В начале 2015 года Фабиан перешёл в «Пуэблу». 21 января в матче Кубка Мексики против «Атланте» он дебютировал за новую команду. В том же году в составе «Пуэблы» Вильясеньор завоевал Суперкубок Мексики. После окончания Апертуры 2017 завершил профессиональную карьеру.

## Достижения
- Обладатель Суперкубка Мексики (1): 2015